# Stygnocorini
Tribu
Les Stygnocorini sont une tribu d'insectes hémiptères hétéroptères (punaises) Rhyparochromidae.

## Description
Les Stygnocorini ont un corps relativement ramassé, ovale à ovale-oblong, avec une tête  courte et inclinée, sans sillon (les espèces de l'hémisphère sud sont plus allongée, avec des antennes et des pattes plus longues). Leurs antennes et leur rostre comptent quatre articles, et les yeux touchent le bord antérieur du pronotum. Ils sont macroptères à brachyptères. Tous les stigmates abdominaux (ou spiracles) sont ventraux. Les critères pour différencier les Stygnocorini sont microscopiques. Par contraste avec les Drymini, ils ont la trichobothrie postérieure du cinquième segment abdominal placée en arrière du stigmate (alors qu'elle est placée devant chez les Drymini), et ce stigmate est situé dans le tiers postérieur du segment (dans le tiers central chez les Drymini). Les trichobotries sont plus proches du spiracle que du bord du segment, et le pronotum, trapézoïdal, ne présente pas de collier vers l'avant (par contraste avec les Phasmosomini et les Ozophorini). Il y a des latérotergites intermédiaires aux segments abdominaux 3 à 6. Les juvéniles sont de couleur rouge, et ont une suture abdominale se terminant en « Y » sur les côtés (contrairement aux Antillocorini et Lilliputocorini),,.

## Répartition et habitat
Les Stygnocorini sont des punaises des régions tempérées de l'Hémisphère est, avec la plus grande diversité dans le Paléarctique et la région afrotropicale, du nord jusqu'en Afrique du Sud, ainsi qu'à Madagascar et à la Réunion. En Afrique, on les rencontre également dans les régions de montagne des zones tropicales. Ils sont absents des régions indomalaises et néotropicale, mais on en rencontre trois espèces (et genres, monotypiques) dans la région australasienne (Australie, Nouvelle-Zélande, Tasmanie).  
Le genre Lasiosomus fait le lien entre les deux régions paléarctique et afrotropicale.  
Deux espèces se rencontrent en Amérique du Nord : l'une, Stygnocoris rusticus, y a été introduite ; l'autre, S. sabulosus en serait indigène selon Péricart, mais est mentionnée comme également introduite par d'autres,. 
Ces punaises affectionnent les milieux secs, des landes sableuses, voire des dunes, mais parfois aussi plus humides (Acompus rufipes), ainsi que les prairies, ou des clairières.  
En Europe, on trouve 21 espèces de Stygnocorini, dont 13 en France.  

## Biologie
Il s'agit de punaises granivores. Certaines sont polyphages (comme Stygnocoris rusticus), mais d'autres sont liées à des genres particuliers de plantes, comme Hyalochilus ovatulus sur Parietaria (Urticaceae), ou Acompus rufipes sur Valeriana (Valerianaceae).  
L'écologie de nombreuses espèces est encore peu connue. Certaines hibernent à l'état d’œufs, d'autres à l'état adulte (Lasiosomus enervis). 

## Galerie

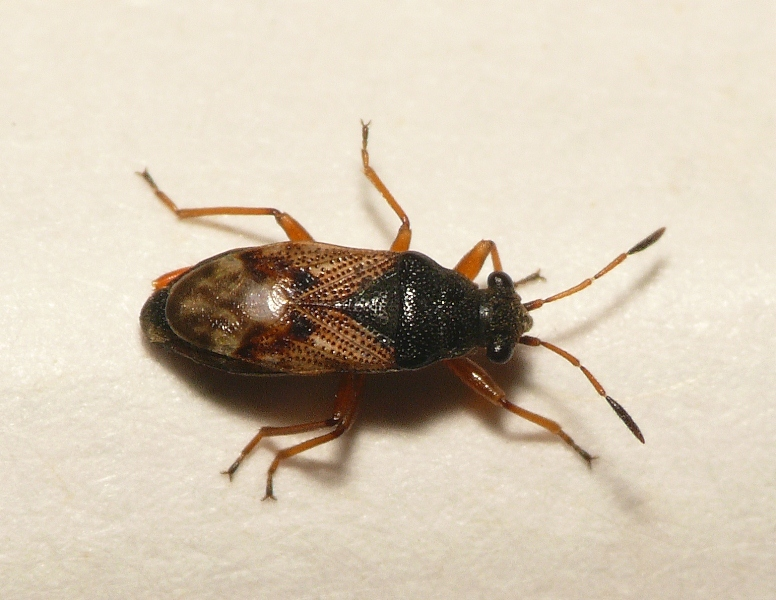
Acompus rufipes, Pays-Bas, forme macroptère.
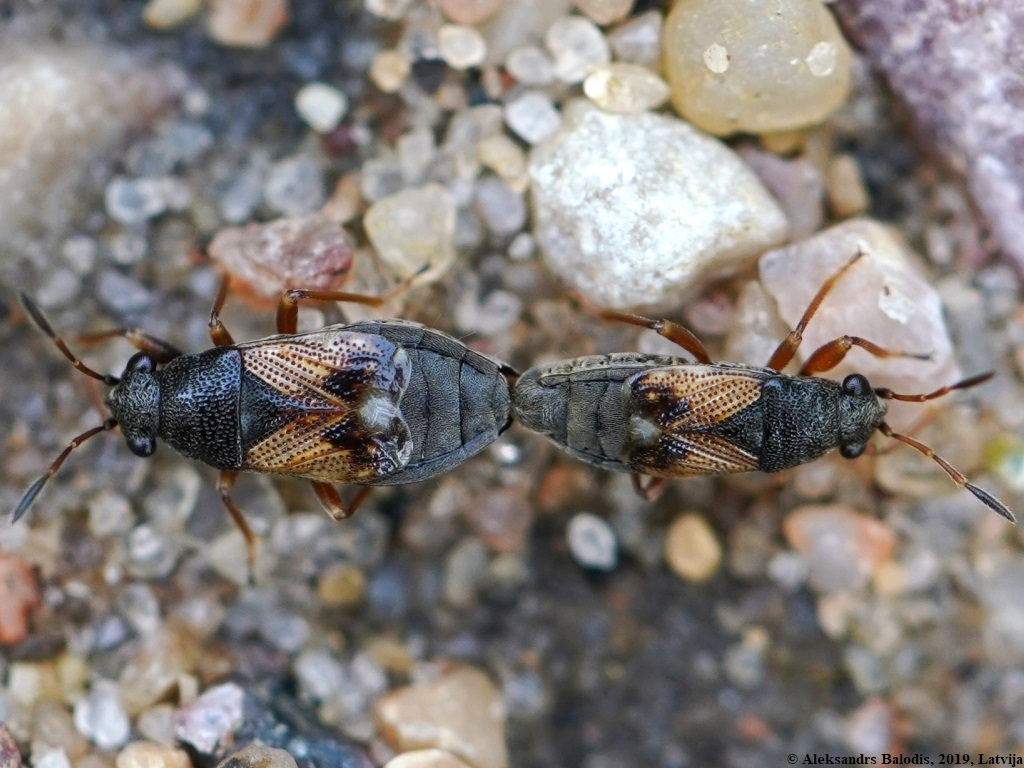
Accouplement d'Acompus rufipes, formes brachyptères.
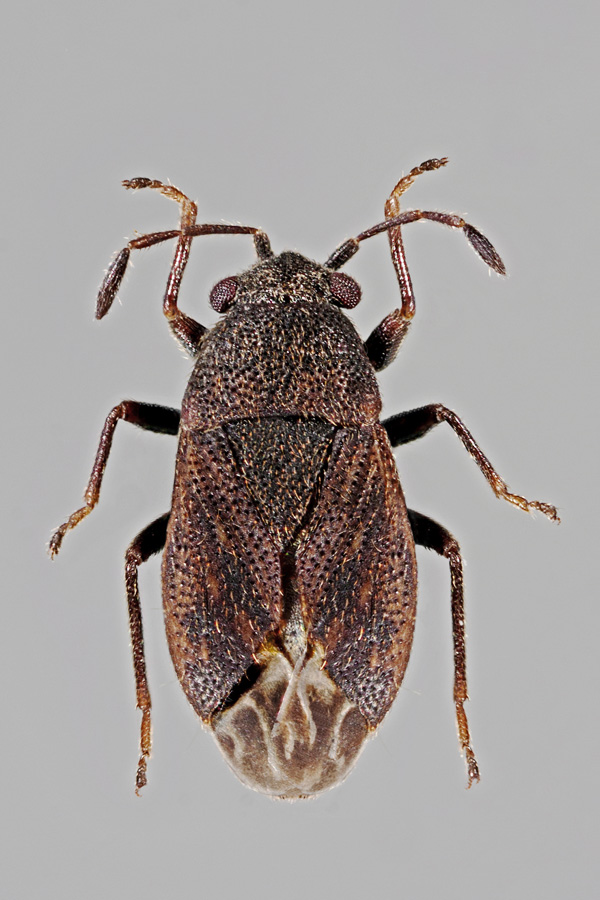
Stygnocoris fuligineus, Finlande.
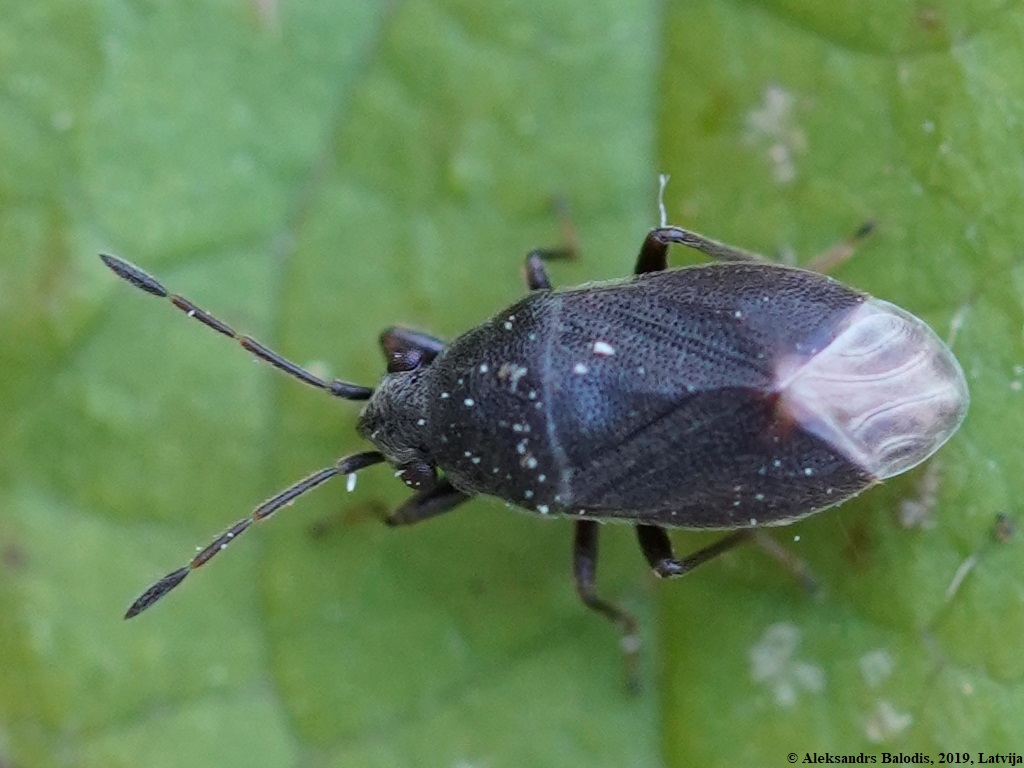
Stygnocoris rusticus, Lettonie.
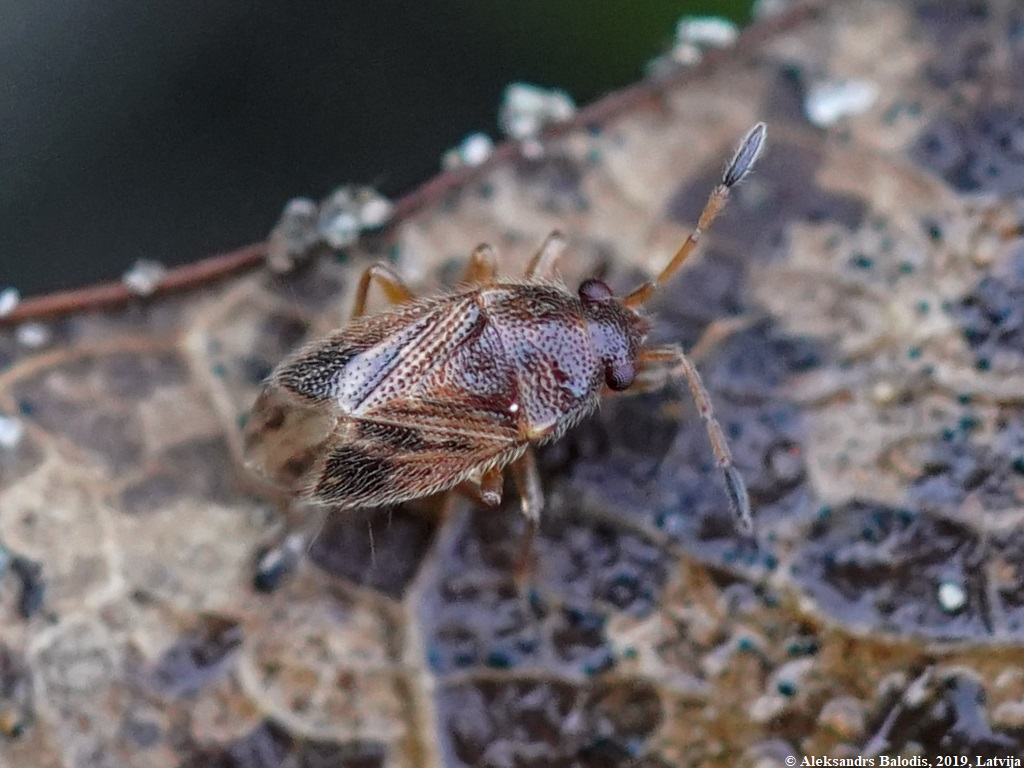
Stygnocoris sabulosus, Lettonie.

## Systématique
Cette tribu a été créée et décrite par l'entomologiste allemand Johannes Gulde (1872-1929) en 1936 (publication posthume) au sein des Rhyparochrominae. Sa définition a changé au fil du temps, étendue par Scudder en 1957 puis à nouveau restreinte à celle de Gulde par Sweet en 1967. Elle est considérée comme la plus ancienne au sein des Rhyparochromidae et les Ozophorini en sont proches et pourraient en avoir dérivé. 
La tribu comprend une quinzaine de genres et une septantaine d'espèces, dont le site Lygaeoidea Species Files présente un catalogue en ligne. Trois genres, Lasiosomus, Stygnocoris et Sweetocoris, comprennent à eux seuls 70% des espèces (une quinzaine d'espèces chacun), alors que la moitié des genres sont monotypiques, ne comprenant qu'une seule espèce, et que les autres n'en comptent que 2 à 5. Slater & Sweet (1970) présentent une clé des genres.

### Liste des genres
Selon BioLib (1 janvier 2023) complété par Lygaeoidea Species Files :
- genre Acompus Fieber, 1860
- genre Anneckocoris Slater, 1982
- genre Capenicola Slater & Sweet, 1970
- genre Esuridea Reuter, 1890
- genre Hyalochilus Fieber, 1860
- genre Lasiosomus Fieber, 1860
- genre Margareta White, 1878
- genre Notiocola Slater & Sweet, 1970
- genre Paracnemodus Slater, 1964
- genre Paratasmanicola Malipatil & O'Donnell, 2022
- genre Stygnocoris Douglas & Scott, 1865
- genre Stygnocorisella Hoberlandt, 1965
- genre Sweetocoris O'Rourke, 1974
- genre Tasmanicola Slater & Sweet, 1970